# Falsotrachystola torquata
Falsotrachystola torquata là một loài bọ cánh cứng trong họ Cerambycidae.